# Ephydrella marshalli
Ephydrella marshalli är en tvåvingeart som beskrevs av Bock 1987. Ephydrella marshalli ingår i släktet Ephydrella och familjen vattenflugor. Inga underarter finns listade i Catalogue of Life.